# 七佛經
《七佛經》，即《佛說七佛經》，佛教典籍，藏于《大正新修大藏經·阿含部》第二部，宋朝法天翻譯。1卷。
原典成立應該是在過去佛思想成立（約西元前2世紀）以後，是說過去七佛的五部經典之一。在這五本中，本經典篇幅長度為第三，可說是「大本經」前半部的簡略化。模仿釋尊傳而構成過去七佛的傳記，記載其氏族、姓字等，於其後列舉毘婆尸佛的詳細傳記。是在祇園精舍所說。
《巴利原典》Mahaapadaanasuttanta（「長部」第14經）、大本經（長阿含經(1)、同梵本）、0003、0004。